# Volkert Engelsman
Volkert Engelsman (Winterswijk, 1957) is een Nederlandse ondernemer en pionier in de biologische landbouwsector. Hij richtte in 1990 het bedrijf Eosta op en stond ook aan de wieg van de bedrijven Soil & More en Vitalis Biologische Zaden en het merk Nature & More. Engelsman staat bekend als een pleitbezorger voor biologische landbouw, duurzaamheid, eerlijke handel en True Cost Accounting, die de controverse niet schuwt. In 2017 bereikte hij de eerste plaats in de Duurzame 100 van het Dagblad Trouw. In 2018 won hij met Eosta de Koning Willem I Plaquette voor Duurzaam Ondernemerschap.

## Leven en werk

### Opleiding en jeugd
Volkert Engelsman werd in 1957 in Winterswijk geboren als zoon van een textielbaron en een Duitse moeder. Hij groeide op in een nest vol filosofie, debat en muziek. Later ging hij naar de Waldorfschule in Krefeld, Duitsland en studeerde Economie en Bedrijfskunde in Rotterdam en Groningen. In 1983 begon hij zijn loopbaan bij multinational Cargill, waar hij de wereld van internationale termijnhandel en het grote geld leerde kennen, een tegenpool van de biologische landbouw waar hij later voor koos. “Ik heb me altijd een burger van twee werelden gevoeld. Bij Cargill genoot ik van de directheid van die Amerikanen, hun pragmatisme, het ondernemerschap, het vermogen om iets voor elkaar te krijgen. Bij Cargill hoefde ik niet te beginnen over mijn duurzaamheidkruistocht en over mijn belangstelling voor spiritualiteit. Toch kwam ik daar veel gelijkgezinden tegen.” Het werk voor Cargill leidt Engelsman naar een nieuw pad: ondernemerschap in duurzame voeding en landbouw. Hij ontmoette tijdens zijn zakenreizen boeren in Zuid-Amerika en Australië die wilden omschakelen naar biologische landbouw, omdat ze hun bodems kapot zagen gaan aan kunstmest en pesticiden, maar te horen kregen dat daar geen markt voor was. In die tijd was de biologische consumptie in Europa in opkomst, supermarkten begonnen een beetje interesse te krijgen. Dus Engelsman zag kansen en richtte in 1990 samen met een studievriend het handelsbedrijf Eosta op: Eosta – where ecology meets economy.

### Duurzaam ondernemerschap
Onder leiding van Engelsman groeide Eosta uit tot een van de grootste spelers in de Europese markt op het gebied van verse biologische groente en fruit. De nadruk lag op import van overzees fruit en afzet in Europa. Zijn doel was hierbij vanaf het begin om alle duurzame inspanningen van biologische boeren en telers in ontwikkelingslanden in de westerse markt te verwaarden. Vanuit de overtuiging dat duurzaamheid niet mogelijk is zonder transparantie, ontwikkelde Eosta het transparantiesysteem Nature & More, dat consumenten online informatie biedt over de herkomst van producten in de winkel. Ook werden verschillende duurzame innovaties en campagnes gelanceerd om verschillende ecologische en sociale aspecten van duurzaamheid onder de aandacht te brengen van consumenten:
- 100% duurzame verpakkingen (2005)
- Klimaatneutrale groente en fruit (2008)
- Campagne tegen bijensterfte "Bijen houden van Bio" (2012)
- Bodemcampagne "Save Our Soils" (2013 - 2015)
- Natural Branding - lasermerkjes op groente en fruit (2016)
- True Cost Accounting campagne "The True Cost of Food" (2017)
- Gezondheidscampagne "Dr. Goodfood" (2018)
- Campagne "Biologische landbouw en de SDG’s" (2019)
- Campagne "Op weg naar Leefbaar Loon" (2020)

Engelsman was vanaf 1990 betrokken bij het ontstaan van het biologisch-dynamische landbouwproject SEKEM in Egypte. In 1994 stond Engelsman mede aan de wieg van Vitalis Biologische Zaden. In 2007 richtte Engelsman vanuit Eosta met anderen het dochterbedrijf Soil & More op.
In 2023 is Eosta verkocht aan Anders Invest en verliet Engelsman na 33 jaar zijn post als CEO. Later in 2023 richtte Engelsman de duurzame voedingscoalitie Robin Food op en lanceerde daarmee de Nationale Piskijker, een campagne tegen gebruik van glyfosaat in de landbouw.

### Ondernemingsstijl en visie
Engelsman onderneemt vanuit de overtuiging: “Business follows Vision”. Niet spreadsheets en marktonderzoek moeten leidend zijn, maar visie, ideaal en spiritualiteit. “We moeten niet alleen navigeren op de lichten van passerende schepen, maar ook op die van de sterren.”
Volgens Engelsman is er een nieuwe duurzame economie aan het ontstaan, waarin ecologische en sociale waarden zijn opgenomen in de definitie van wat welvaart is. “Om daarbij te helpen, moeten we kraamkamers voor verandering creëren, co-creatie zoeken, prototypes bouwen. Verandering gaat nooit uit van een volgende meerderheid, maar altijd van een trendsettende minderheid met een gedeelde visie."
In 2020 publiceerde hij samen met auteur Jeroen Smit een stuk in Volkskrant waarin zij stellen dat het tijd wordt dat de Nederlandse overheid de biologische landbouw gaat omarmen.

### Nevenactiviteiten en onderscheidingen
Als duurzame pionier en ‘changemaker’ wordt Engelsman vaak gevraagd als spreker bij bijeenkomsten over duurzaamheid en ondernemerschap. In 2012 werd Engelsman uitgenodigd als spreker bij de Rio+20 VN-conferentie over duurzame ontwikkeling. Ook werd hij uitgenodigd op het FAO-hoofdkwartier in Rome en het VN-hoofdkwartier in New York om te spreken over bodemvruchtbaarheid en True Cost Accounting. In 2017 bereikte Volkert Engelsman de eerste plaats in de Duurzame 100 van Trouw. In 2018 hield hij de Duurzame Troonrede waarin hij een pleidooi hield voor een economie met een nieuwe winstdefinitie, met meer aandacht voor True Cost Accounting. Daarnaast kreeg hij met Eosta verschillende awards, waaronder de Koning Willem I Duurzaamheidsplaquette in 2018.
Naast zijn activiteiten bij Eosta is Engelsman maatschappelijk actief in onder meer Bhutan en Zuid-Afrika, waar hij jongeren steunt bij hun opleiding en ontwikkeling. Engelsman was in het verleden ook actief bij Earth Charter Nederland, bestuurslid bij IFOAM, bestuurslid bij de Turing Foundation en is thans bestuurslid bij COLEACP. Sinds 1996 zit hij in een internationale denktank, de Belbeis Desert Club, die bestaat uit de grondleggers van grote biologische bedrijven zoals het Duitse natuurvoedingsconcern Alnatura en instellingen zoals het Zwitserse onderzoeksinstituut FiBL.
Op 3 november 2023 is Engelsman benoemd tot Officier in de Orde van Oranje-Nassau.

## Persoonlijk
Volkert Engelsman is getrouwd en heeft drie kinderen. In zijn vrije tijd vliegt hij graag. Hij speelt cello en heeft in zijn jeugdjaren overwogen om cellist te worden. Hij was lijstduwer voor de Partij voor de Dieren bij de Tweede Kamerverkiezingen 2017. Hij stond op plek 34 en behaalde 105 voorkeursstemmen.
- Gemeinsame Normdatei: 1153718871
- Virtual International Authority File: 19152079166707112915